# Fosse subglaciale de Bentley

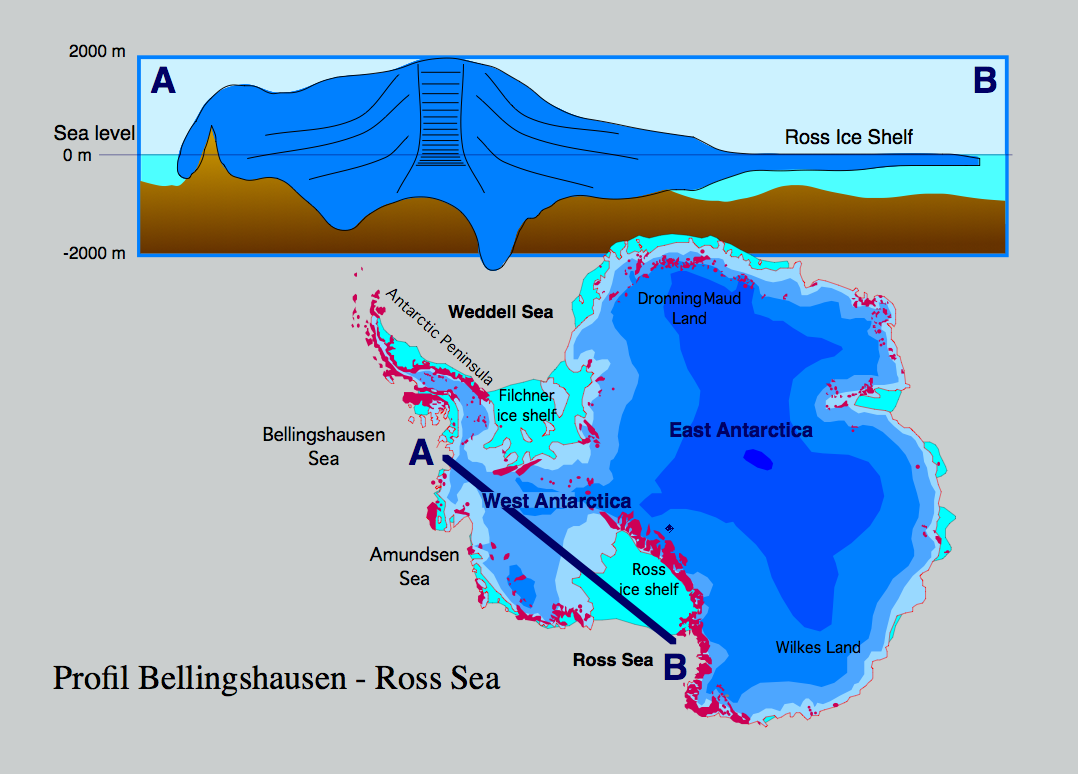
Profil à travers l'inlandsis de l'Antarctique, de la mer de Bellingshausen à la mer de Ross.

La fosse subglaciale de Bentley est une vaste fosse océanique située dans la terre de Marie Byrd (Antarctique occidental), à 80°S 115°W. Elle a été nommée en 1961 d'après Charles Bentley, le géophysicien responsable d'une expédition scientifique dans l'Antarctique en 1957-1958, qui a conduit à sa découverte.
À 2 555 m sous le niveau de la mer, la fosse de Bentley a été le point le plus bas connu de la surface terrestre non recouverte par l'océan, jusqu'en décembre 2019 quand le canyon du glacier Denman (en) (Antarctique oriental) a été cartographié (il atteint 3 500 m sous le niveau de la mer).